# 윤운영 (배우)
윤운영(1989년 1월 24일 ~ )은 대한민국의 연극 배우, 영화 배우이다. 인천 출신의 윤운영 배우는 부천고등학교를 졸업하고 경기대학교 연기학과(다전공)를 졸업했다. 현재는 서울에 거주 중이며 연극배우이자 뮤지컬배우로써 다수 작품에서 왕성하게 활동하고 있다.

## 출연작품

#### 연극
- 기억의 숲 - 부산: 2023.07.20 ~ 2023.09.02 / BNK부산은행 조은극장 1관 / 아들 역
- 기억의 숲 : 2022.07.15 ~ 2022.08.28 / 유니플렉스 3관 / 아들 역 / 관련 글 / 관람 평
- 2994년 어느 늦은 밤 : 2020.11.25 ~ 2020.11.29 / 동양예술극장 2관 (구.아트센터K 세모극장) / 해설자 역
- 흉터 : 2020.06.12 ~ 2020.08.30 / 세우아트센터 2관 / 재용 역 / 관련 글
- 오래된 내일 : 2019.02.28 ~ 2019.3.1. / 김포아트홀 / 개똥이 역
- 제1회 무작정 페스티벌 - 초능력 : 2019.05.22 ~ 2019.07.07 / 지즐소극장 / 초능력(투명한사랑) - 남자 역
- 페르소나 : 2018.07.10 ~ 2018.07.15 / 소극장 공유 (구.키작은 소나무) / 상철 역 / 관련 글
- 어쩌다 안드로메다 - 청주 : 2018.02.28 ~ 2018.03.25 / 청주 소명아트홀 / 인탁 역
- 서부전선 이상없다 : 2017.10.31 ~ 2017.11.12 / 동양예술극장 3관 (구.아트센터K 동그라미극장) / 관련 글
- 어쩌다 안드로메다 : 2017.09.15 ~ 2018.02.25 / 동화소극장 / 인탁 역
- 흉터 : 2016.08.30 ~ 2017.09.03 / 동화소극장 / 재용 역
- 검은방 : 2016.06.23 ~ 2016.08.28 / 지즐소극장 / 김동훈 역
- 황야의 물고기 : 2016.02.19 ~ 2016.02.28 / 지즐소극장 / 다니엘 역
- 흉터 - 천안 : 2015.07.31 ~ 2015.08.30 / 천안 익스트림아트홀 1관 / 재용 역
- 흉터 - 대전 : 2015.06.11 ~ 2015.08.23 / 아신극장 / 재용 역
- 영안실 : 2015.05.30 ~ 2015.08.30 / 지즐소극장 / 범인 역
- 흉터 : 2015.03.20 ~ 2016.08.28 / 극장 동화 / 재용 역
- 소리동화 : 2015.03.07 ~ 2015.05.17 / 지즐소극장
- 영안실 - 대구 : 2013.07.18 ~ 2013.08.25 / 송죽씨어터 / 범인 역 / 관련 글
- 영안실 : 2013.07.05 ~ 2013.12.29 / 나온 씨어터 / 범인 역
- 흉터 : 2012.10.11 ~ 2014.12.31 / 지즐소극장 / 재용 역
- 세자매 : 2011년 / 대학로 게릴라 극장 / 뚜젠바흐역

#### 영화
- 2024 "어른동화" (연출:이종석) 소대장 역
- 2011, 단편영화 “볕좋은날” 영민 역(주연)
- 단편영화“17권”지우역(주연),
- 단편영화 “한밤의 꿈” 종원역(주연),
- 단편영화 “oracle" 타로술사(주연),
- 단편영화 "멈춘시간 속에 네가 살고있어" 종현 역(주연),
- 단편영화 ”월광“ 불면증 환자역,
- 단편영화 ”리율이의 가지마오“ 주연
- 단편영화 ”옆집남자“ 도연역,
- 중편영화 ”몬스터“ 단역. 장편영화 ”STORY" 준혁 역(주연)

- 2018 단편영화 "화성가는길" / 액팅코치 및 의문의 남자역

부산국제영화제 와이드앵글부문 경쟁작 / 
서울독립영화제 경쟁작
- 2019 단편영화 "미래의 밤" / 직원역

미장센단편영 화제 경쟁작

#### 드라마
- 2024 Netflix Mr.플랑크톤 (연출: 홍종찬 / 각색: 조용)_ 차남 역
- 2023 KBS 오아시스 (연출: 한희 / 극본: 정형수)_ 형사 역
- 2022 tvN 슈룹 (연출: 김형식 / 극본: 박바라)_ 송내관 역
- 2022 TVN 구미호뎐1938 (연출:나지현 / 극본:한우리)_ 죽향 젊은 부 역
- 2022 TVN 멘탈코치 제갈길 (연출: 이예림 / 극본: 김반디)_ 똘마니1역
- 2022 SBS 오늘의 웹툰 (연출: 조수원 / 극본: 조예랑)_ 웹툰작가역
- 2022 Tiving 아직 최선을 다하지 않았을뿐 (연출: 임태우 / 극본: 박희권)_ 웹툰작가어시역
- 2021 SBS 그해우리는 (연출: 김윤진 / 극본: 이나은)_ 상수(지웅카메라맨)역
- 2021 SBS 원더우먼 (연출: 최영훈 / 극본: 김윤)_ 교도소 소지역

### 관련기사
- 자랑스럽고도 아픈 100년 전 그들의 이야기... ‘오래된 내일’
- 세 극단의 이유 있는 도전, 연극 '해를 쏜 소년'
- 인간의 외로운 내면을 그린 연극 '페르소나' 무대 오른다
- 문원, 반가운 새노래 '잠시 쉬어가기를'
- [7.9~15일 연극·뮤지컬] 뛰고 날며 도시의 욕망을 터뜨려라! '푸에르자 부르타
- 남해미래신문 문화예술
- 몰래 운석을 빼돌리려는자와 막는자의 좌충우돌 코미디, 연극 ‘어쩌다 안드로메다’
- 공포 심리스릴러 연극 '흉터', 8월23일까지 아트플러스씨어터 무대에
- 연극으로 만나는 엑소시즘…'검은방'